# 이고움
이고움은 대한민국의 가수이다. 2021년에 싱글 《땅과 하늘에》로 데뷔했다.

## 방송
- 씨씨엠스타 6 (2018) - 은상

## 음반
- 2020 New 트리니티 어쿠스틱워십 (2020)
- 땅과 하늘에 (2021)
- 한걸음 (2021)
- 주님의 강으로 (2021)